# Hipocalemia
Hipocalemia é a concentração de potássio no sangue inferior ao normal. Uma concentração ligeiramente inferior geralmente não causa sintomas. Quando a concentração é significativamente inferior, os sintomas mais comuns são fadiga, cansaço, cãibras nas pernas e obstipação. Uma concentração baixa de potássio aumenta também o risco de anomalias no ritmo cardíaco, que em muitos casos é muito baixo e pode causar paragem cardíaca.
Entre as causas mais comuns de perda excessiva de potássio estão vómitos, diarreia, medicamentos como a furosemida e esteroides, diálise, diabetes insípida, hiperaldosteronismo, deficiência de magnésio e ingestão insuficiente de potássio na dieta. A concentração normal de potássio no sangue é de 3,5 a 5,0 mmol/L (3,5 a 5,0 mEq/L), definindo-se hipocalemia como uma concentração inferior a 3,5 mmol/L. Quando a concentração é inferior a 2,5 mmol/L classifica-se como hipocalemia grave. Entre os meios de diagnóstico estão análises ao sangue e electrocardiograma. Por oposição, hipercalemia é a condição em que a concentração de potássio no sangue é superior ao normal.
A velocidade a que o potássio deve ser reposto depende da existência ou não de sintomas ou de anomalias num electrocardiograma. Quando a concentração de potássio é apenas ligeiramente inferior ao normal, a condição pode ser tratada com alterações na dieta. Em concentrações mais baixas, a reposição requer a administração de suplementos de potássio por via oral ou potássio por via intravenosa. Quando é reposto por via intravenosa, o potássio é geralmente reposto a uma taxa inferior a 20 mmol/hora. As soluções com elevadas concentrações de potássio (>40 mmol/L) são geralmente administradas via catéter venoso central. Em alguns casos pode ser também necessária reposição de magnésio
A hipocalemia é um dos distúrbios eletrolíticos mais comuns, afetando cerca de 20% das pessoas admitidas em hospitais. O termo "hipocalemia" tem origem no grego hypo- (inferioridade),  kalium (potássio), e -emia (condição do sangue).

## Causas
As causas mais comum de perda excessiva de potássio são:
- Antibióticos;
- Uso de diuréticos;
- Doença renal crônica;
- Cetoacidose diabética;
- Diarreia;
- Desidratação;
- Uso excessivo de laxantes;
- Excesso de aldosterona (Hiperaldosteronismo);
- Excesso de açúcar (Hiperglicemia);
- Deficiência de magnésio (Hipomagnesemia;
- Vômitos;

Outra possível causa são infecções que causem excreção excessiva do potássio pela urina ou fezes ou vômitos, tirem o apetite e diminuam o fluxo de íons pelas células.
Também inclui-se entre as causas o aumento da secreção de renina pelos rins ou de angiotensinógeno pelo fígado, pois esses hormônios regulam a perda de potássio na urina.
Na síndrome de Cushing há um aumento nos níveis de glucocorticóides e mineralcorticóides como a aldosterona, causando retenção de íons nos rins.

### Anorexia
Anoréxicos que usam diuréticos, se alimentam mal e forçam o vômito costumam sofrer tanto com esse transtorno, como com outros desequilíbrios de íons, como hipernatremia (excesso de sódio) e hipocalcemia (falta de cálcio) e déficits vitamínicos. Essas complicações frequentemente geram arritmias cardíacas fatais.

## Sinais e sintomas
O potássio se encarrega de facilitar a transmissão do impulso nervoso através da membrana celular, logo seus sintomas envolvem por distúrbios neuromusculares como:
- Fraqueza (Astenia);
- Cansaço (Fadiga);
- Dores musculares (mialgia);
- Intestino preso (constipação);
- Batimento cardíaco irregulares (arritmia);
- Paralisia muscular, inclusive do diafragma;
- Câimbras e espasmos.

É muito perigosa em pacientes cardíacos e com dificuldade respiratória.

## Diagnóstico
Pode manifestar-se numa debilidade progressiva com hipoventilação e o acometido pode apresentar comportamentos anormais no eletrocardiograma (elevação da onda U e depressão da onda T), por doenças renais e por distúrbios gastrintestinais.

## Tratamento
Primeiro, deve ser feita a reposição do potássio por soro fisiológico oral ou intravenoso. Para evitar reincidência é importante incluir alimentos ricos em potássio na dieta como (comparação de 100g):
- Café: 3256mg
- Damasco seco: 1179mg
- Feijão: 1100 a 1450mg
- Gérmem de trigo: 930mg
- Grão de bico: 971mg
- Soja: 927mg
- Massa de tomate: 888mg
- Lentilha seca: 866mg
- Ameixa seca: 744mg
- Amendoim torrado: 740mg

E tratar as causas primárias desse déficit. Suplementos podem ser necessários em casos graves.